# Kansas City Chiefs 1985
La stagione 1985 dei Kansas City Chiefs è stata la 16ª nella National Football League e la 26ª complessiva.
La squadra vinse tre delle prime quattro gare, con la safety Deron Cherry che pareggiò un record NFL con 4 intercetti nella vittoria del 29 settembre su Seattle. Seguirono però sette sconfitte consecutive che condannarono la squadra a un record finale di 6-10. Una delle note positive della stagione fu la prestazione nell'ultima gara di Stephone Paige che stabilì il record NFL con 309 yard ricevute nella vittoria su San Diego, superando il vecchio primato di Jim Benton del 1945. Tale record fu superato quattro anni dopo da Flipper Anderson.

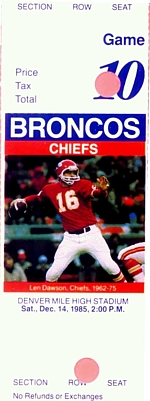
Un biglietto della gara del dicembre 1985 tra Chiefs e Denver Broncos

## Roster
| Roster dei Kansas City Chiefs nel 1984 |
| --- |
| Quarterback - 14 Todd Blackledge - 9 Bill Kenney Running Back - 44 Herman Heard - 46 Bruce King - 40 Ken Lacy - 48 E.J. Jones - 43 Mike Pruitt FB Wide Receiver - 88 Carlos Carson - 82 Anthony Hancock - 89 Henry Marshall - 83 Stephone Paige - 80 George Shorthose Tight End - 85 Jonathan Hayes - 81 Willie Scott Offensive Linemen - 76 John Alt T - 68 Scott Auer G - 66 Brad Budde G - 65 Rob Fada G - 60 Matt Herkenhoff T - 62 Adam Lingner C - 64 Bob Olderman G - 53 Bob Rush C Defensive Linemen - 99 Mike Bell DE - 90 Bob Hamm DE - 93 Eric Holle DT - 74 Pete Koch DT - 63 Bill Maas DT - 67 Art Still DE Linebacker - 55 Louis Cooper OLB - 50 Calvin Daniels OLB - 52 Ken Jolly OLB - 95 Jeff Paine - 97 Scott Radecic ILB - 59 Gary Spani ILB - 54 Dave Mills ILB Defensive Back - 34 Lloyd Burruss SS - 20 Deron Cherry FS - 22 Sherman Cocroft - 41 Garcia Lane - 29 Albert Lewis CB - 30 Mark Robinson - 31 Kevin Ross CB Special Team - 6 Jim Arnold P - 8 Nick Lowery K |
| Legenda - I rookie sono in corsivo. - Il primo ruolo è il principale mentre gli eventuali successivi indicano i ruoli secondari. - (IR) sta per Injured Reserve ed indica la lista ristretta per un solo giocatore infortunato che può tornare ad allenarsi dopo la settimana 6 e a rientrare in prima squadra dopo che questa ha giocato 8 partite. - (NF-Inj.) / (NF-Ill.) stanno rispettivamente per Non-Football Injured e Non-Football Illness ed indicano le liste dove viene inserito un giocatore che ha un infortunio o una malattia non dipendente dal football americano. - (PUP) sta per Physically Unable to Perform ed indica la lista dove viene inserito un giocatore mentre è in attesa di recuperare la condizione fisica. Nella stagione regolare dopo la sesta partita giocata dalla propria squadra, il giocatore ha tempo tre settimane per riprendere ad allenarsi, più tre settimane aggiuntive dal suo rientro agli allenamenti per rientrare in prima squadra.       |

## Calendario
| Stagione regolare |                   |                        |           |          |
| Turno             | Data              | Avversario             | Risultato | Pubblico |
| 1                 | 8 settembre 1985  | at New Orleans Saints  | V 47–27   | 57,760   |
| 2                 | 12 settembre 1985 | Los Angeles Raiders    | V 36–20   | 72,686   |
| 3                 | 22 settembre 1985 | at Miami Dolphins      | S 0–31    | 69,791   |
| 4                 | 29 settembre 1985 | Seattle Seahawks       | V 28–7    | 50,485   |
| 5                 | 6 ottobre 1985    | at Los Angeles Raiders | S 10–19   | 55,133   |
| 6                 | 13 ottobre 1985   | at San Diego Chargers  | S 20–31   | 50,067   |
| 7                 | 20 ottobre 1985   | Los Angeles Rams       | S 0–16    | 64,474   |
| 8                 | 27 ottobre 1985   | Denver Broncos         | S 10–30   | 68,246   |
| 9                 | 3 novembre 1985   | at Houston Oilers      | S 20–23   | 41,238   |
| 10                | 10 novembre 1985  | Pittsburgh Steelers    | S 28–36   | 46,126   |
| 11                | 17 novembre 1985  | at San Francisco 49ers | S 3–31    | 56,447   |
| 12                | 24 novembre 1985  | Indianapolis Colts     | V 20–7    | 21,762   |
| 13                | 1º novembre 1985  | at Seattle Seahawks    | S 6–24    | 52,655   |
| 14                | 8 dicembre 1985   | Atlanta Falcons        | V 38–10   | 18,199   |
| 15                | 14 dicembre 1985  | at Denver Broncos      | S 13–14   | 69,209   |
| 16                | 22 dicembre 1985  | San Diego Chargers     | V 38–34   | 18,178   |

## Classifiche
| AFC West               |    |    |   |      |     |      |     |     |     |
|                        | V  | S  | P | %    | DIV | CONF | PF  | PS  | STR |
| Los Angeles Raiders(1) | 12 | 4  | 0 | .750 | 5–3 | 9–3  | 354 | 308 | V6  |
| Denver Broncos         | 11 | 5  | 0 | .688 | 5–3 | 8–4  | 380 | 329 | V2  |
| Seattle Seahawks       | 8  | 8  | 0 | .500 | 4–4 | 6–6  | 349 | 303 | S2  |
| San Diego Chargers     | 8  | 8  | 0 | .500 | 3–5 | 7–7  | 467 | 435 | S1  |
| Kansas City Chiefs     | 6  | 10 | 0 | .375 | 3–5 | 4–8  | 317 | 360 | V1  |